# UPS (firma)

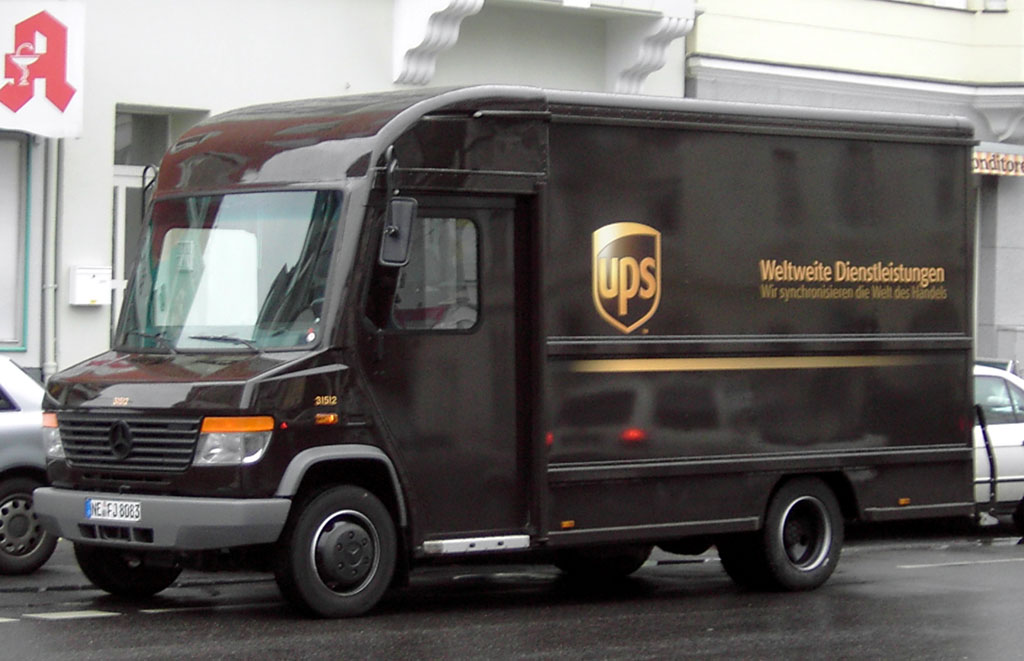
Dodávka UPS v Německu

United Parcel Service (zkratka UPS) je americká kurýrní globální společnost. Zabývá se dodáváním balíků a specializuje se na dodávání různých specializovaných služeb v přepravě i logistice. Provozuje automobilovou, železniční a leteckou přepravu, tu zajišťuje letecká společnost UPS Airlines. Tato firma byla založena v Spojených státech amerických v roce 1907. V roce 2016 zaměstnávala přes 430 000 pracovníků a působila ve více než 200 zemích po světě.

## Česko
UPS působí i v Česku. Jeho dopravce UPS Airlines létá na letiště Václava Havla v Praze a od září 2020 létá UPS Airlines ve spolupráci se Swift Air i do Ostravy na Letiště Leoše Janáčka prozatím s letounem ATR 42. Linka do Prahy je od roku 2016 provozována Boeingem 757-200, dříve tuto linku létalo menší letadlo ATR 72. V roce 2021 otevřela UPS v Tuchoměřicích, poblíž pražského letiště Václava Havla nové logistické centrum. To má provozní plochu 8500 m² a kapacitu na 5000 zásilek za hodinu, tedy pětkrát více než byla kapacita původního centra UPS v Praze Ruzyni. V areálu je také umístěno sídlo centrály UPS pro ČR, Slovensko a Ukrajinu. Další pobočky se nacházejí v Brně a v Ostravě.